# Los Andes (Kolumbien)
Los Andes ist eine Gemeinde (municipio) im Departamento Nariño in Kolumbien. Der Hauptort (cabecera municipal) von Los Andes ist Sotomayor.

## Geographie
Los Andes liegt in der Provinz Túquerres in Nariño auf einer Höhe von 1588 Metern und hat eine Jahresdurchschnittstemperatur von 22 °C. Los Andes liegt am Übergang der Anden in das Flachland der Pazifikküste. An die Gemeinde grenzen im Norden Magüí Payán, Cumbitara und Policarpa, im Osten El Peñol und Linares, im Süden La Llanada und im Westen Barbacoas.

## Bevölkerung
Die Gemeinde Los Andes hat 20.865 Einwohner, von denen 8482 im Hauptort Sotomayor leben (Stand: 2019).

## Geschichte
Das Gebiet der heutigen Gemeinde war ursprünglich vom indigenen Volk der Abades besiedelt. Der Ort selbst war zunächst als Panga bzw.  San Francisco de Panga bekannt. Seit 1911 hat Los Andes den Status einer Gemeinde und Panga wurde als Sotomayor Hauptort der Gemeinde.